# Gumienko (jezioro)
Gumienko (dawniej: Humienic) – jezioro w województwie lubelskim, w powiecie parczewskim, w gminie Sosnowica.
Jezioro to jest położone nieopodal wsi Lejno. Od strony wschodniej sąsiaduje z lasem. Jako jedyne jezioro w gminie pod względem typu rybackiego i trofii posiada charakter karasiowy i słabą eutrofizację. Jest także najmniejszym jeziorem w gminie (775 m długości linii brzegowej), ale za to jednym z najgłębszych. Jezioro jest początkiem rzeki Bobrówki, a także bezimiennego cieku, który jest dopływem rzeki Piwonii. Od strony wschodniej zbudowana jest na jeziorze niewielka kładka. Odznacza się dużą ilością osadów dennych.